# Кам'яна доба в Південній Азії
Кам'яна доба у Південній Азії включає, як і в Європі, палеоліт, мезоліт та неоліт.
Підтвердження найбільш раннього проживання в Південній Азії сучасної людини, Homo sapiens, виявлені в печерах Батадомбалена і Белілена на Шрі-Ланці. У Мергарсі — нині західний Пакистан — неоліт почався близько 7000 р. до н. е. і закінчився близько 3300 р. до н. е., коли разом з індською цивілізацією туди прийшла рання бронзова доба. У південній Індії, навпаки, мезоліт тривав довго, до 3000 року до н. е., а неоліт — до 1400 року до н. е., після чого наступив мегалітичний період переходу до залізної доби, з пропуском бронзової. Залізна доба почалася приблизно одночасно на півночі і півдні Індостану близько 1200—1000 рр. (Культура розмальованої сірої кераміки, Халлур).

## Нижній та середній палеоліт
В долині річки Нармада був виявлений череп близький до яванського Homo erectus, але більш прогресивний. Описано як підвид Homo erectus narmadiensis у 1985 році. Датування — понад 236 тис. років тому (мінімальна дата) .
В Одаї (штат Тамілнад) були знайдені останки п'ятимісячної дитини, які відносять або до виду Homo erectus, або — до ранніх Homo sapiens. Феррікрети (залізні панцирі) на узбережжі штату Керала і схожі на них феррікрети в Одаї датуються віком 187 тис. років.
У плейстоцені людина прямоходяча проживала на плато Потхар у верхньому Пенджабі, а також уздовж річки Соан поблизу Равалпінді. Знахідки так званої соанської культури (названої за річкою) зустрічаються в регіоні Шивалік, розташованому на рубежі сучасних Індії, Непалу та Пакистану .
У місцезнаходження Джвалапурам (en: Jwalapuram) на півдні Індії перерви в археологічних культурах, синхронного виверження Тоба 74 тис. років тому), не спостерігається.

## Верхній палеоліт

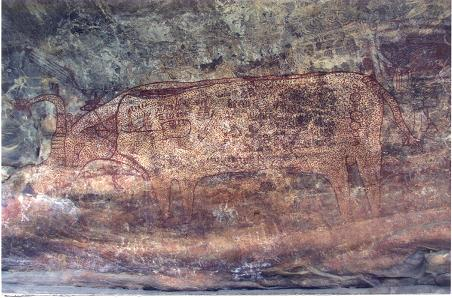
Наскельні малюнки в Бхімбетці,
Мадх'я-Прадеш, Індія.

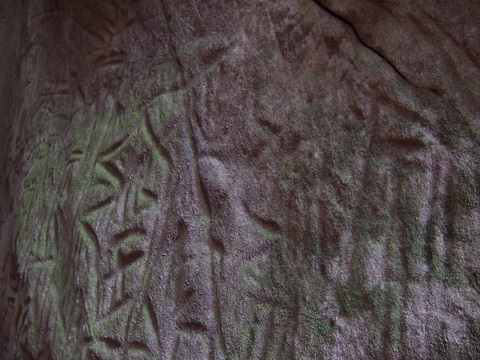
Зображення в печерах Едаккал, Керала, Індія.

Аналіз мітохондріальної ДНК показує, що Homo sapiens мігрував до Південної Азії близько 70-50 тис. років тому  . Аналіз ДНК Y-хромосоми показав, що житель села на захід від Мадураї є прямим нащадком одного з цих ранніх мігрантів. Надалі мігранти розселилися далі по Південно-Східній Азії, досягнувши Австралії близько 40 тис. років тому. У печерах Шрі-Ланки виявлені найбільш ранні сліди людини сучасного типу в Південній Азії, що датуються близько 34 тис. років тому (Kennedy 2000: 180).
Знахідки в Бєланої на півдні штату Уттар-Прадеш датуються радіовуглецевим методом близько 18-17 тис. років тому. Також відомі зразки палеолітичного наскельного мистецтва.
У печерах Бхімбетка люди жили у верхньому палеоліті (10-8 тис. до н. е.) — в них виявлені настінні малюнки, що датуються близько 7000 р. до н. е. У пакистанських регіонах Шивалік та Потвар (en: Potwar) знайдено велику кількість залишків хребетних тварин і палеолітичних знарядь, які виготовлялися на той час з шерта, яшми та кварциту.

## Мезоліт
Технології, характерні для мезоліту, в Південній Азії зустрічалися перш за все на Шрі-Ланці, де досить рано з'явилися мікроліти (30 тис. років тому), почалася розчистка місцевості під сільськогосподарські культури. Разом з тим, у місцевому господарстві продовжували домінувати полювання і збирання, житла були сезонними.
У Південній Індії мезоліт зберігався дуже довго, паралельно з бронзовою добою у Північній Індії, аж до приходу туди носіїв металургійних технологій з півночі.

## Неоліт
Однією з найбільш ранніх неолітичних пам'яток в Індії є Лахурадева (en: Lahuradewa) в середній частині Гангу. Вона датується радіовуглецевим методом близько 7 тис. років до н. е.. Нещодавно була виявлена ще одна пам'ятка (умовна назва Джхусі, en: Jhusi) біля злиття річок Ганг та Джамна, неолітичні шари якого датуються близько 7100 року до н. е.
Докерамічний неоліт (Мергарх I, Белуджистан, Пакистан, також відомий як «рання ера харчового виробництва») тривав приблизно з 7000 по 5500 роки до н. е. Керамічний неоліт тривав до 3300 року до н. е., його пережитки спостерігалися в ранній період існування Індської цивілізації мідної і ранньої бронзової доби.
У Південній Індії неоліт почався не раніше 3000 року н. е. і тривав приблизно до 1400 р. до н. е. Археологічні розкопки підтверджують, що Південна частина Індії була заселена людьми найдовше (особливо Таміл Наду). В Адічаналлурі, за 24 км від Тірунелвелі, археологи з Археологічної комісії Індії виявили 169 глиняних урн, що містили людські черепи, скелети та кістки, а також лушпиння і зерна рису, обвуглений рис і неолітичні сокири-кельти, що дозволило віднести поховання в урнах до неолітичної періоду. Вони датуються близько 3800 років тому.
Неоліт Південної Індії характеризується курганними похованнями з трупоспаленням починаючи з 2500 року в регіоні Андхра-Карнатака, які поступово поширюються на Таміл Наду. Порівняльні розкопки, проведені в Адічаналлурі (en: Adichanallur) в окрузі Тхірунелвелі та в Північній Індії, виявили свідоцтва міграції в південному напрямку місцевої мегалітичної культури. Найбільш раннє явне свідчення присутності мегалітичних урнових поховань відноситься приблизно до 1000 р. до н. е., виявлено в кількох місцях у штаті Таміл Наду, і головним чином, в Адічаналлуре, в 24, км від Тірунелвеллі, де археологи виявили 12 урн з написами листом брахми тамільською мовою.

## Перехід до епохи металів
Бронзова доба у Південній Азії почалася близько 3000 р. до н. е. (Хараппа 1) на території сучасного Пакистану. Її кульмінацією стала цивілізація долини Інду в період 2600—1900 років до н. е., проте вона тривав і після приходу індоарійських племен (ведичний період). Близько 1000 року до н. е. її замінила індійська залізна доба.
У Південній Індії, тим часом, зберігався мезоліт аж до 2500 р. до н. е. У 2 тис. до н. е. могли мати місце культурні контакти між Північною і Південною Індією. Південна Індія не знала бронзової доби, а перейшла безпосередньо до залізної через стадію халколіту (поєднання мідних і кам'яних технологій). У лютому 2006 року шкільний учитель знайшов у селі Сембіан-Кандіюр в штаті Таміл Наду кам'яну сокира з написом писемністю долини Інду, що датується близько 1500 роком до н. е..

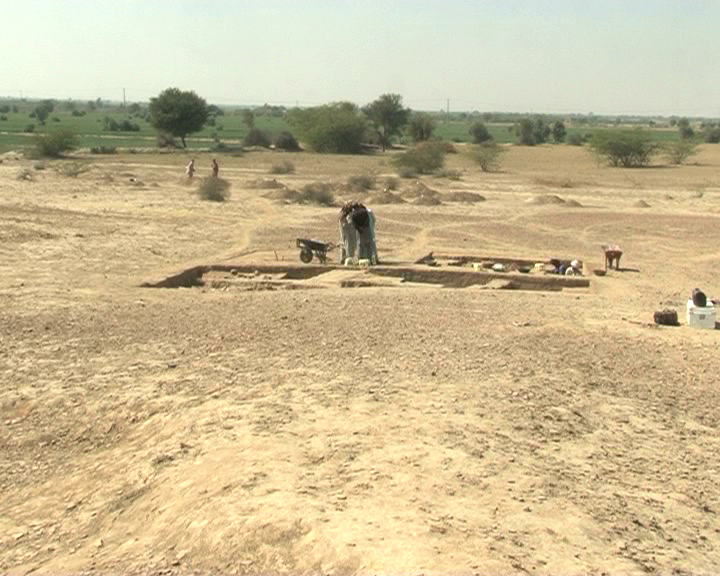
Археологічні розкопки на території міста Рахман Дері (раніше Раама Дері) в Пакистані
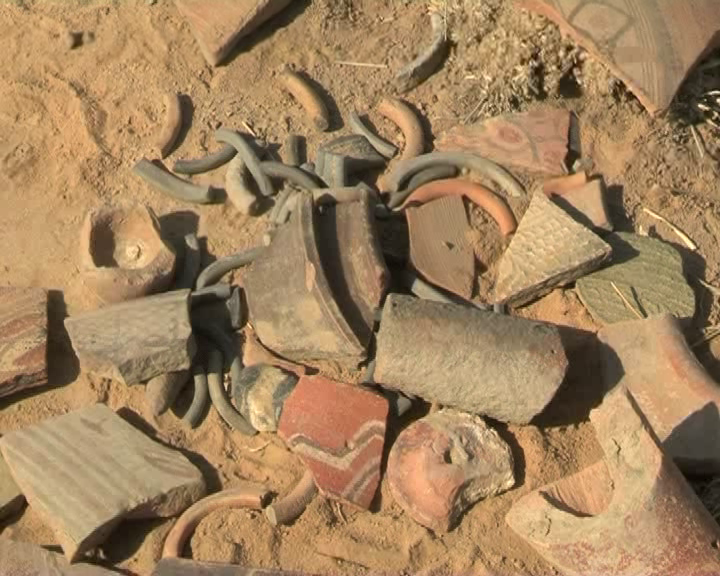
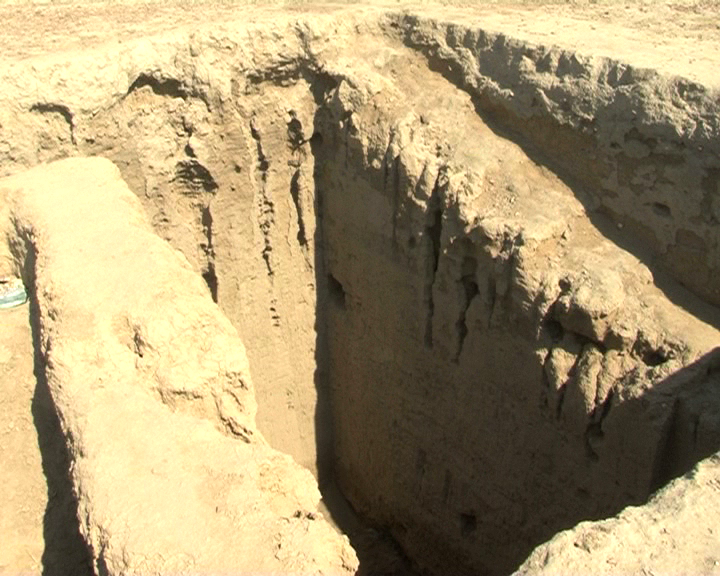
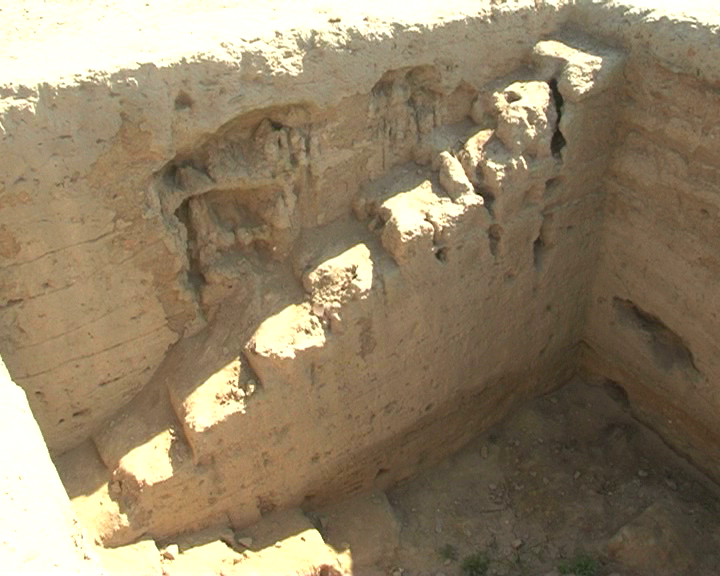